# Masters de Canadá 1998
El Abierto de Canadá 1998 (también conocido como 1998 du Maurier Open por razones de patrocinio) fue un torneo de tenis jugado sobre pista dura. Fue la edición número 109 de este torneo. El torneo masculino formó parte de los Super 9 en la ATP. La versión masculina se celebró entre el 3 de agosto y el 9 de agosto de 1998.

## Campeones

### Individuales masculinos
Patrick Rafter vence a  Richard Krajicek, 7–6 (7–3), 6–4.

### Dobles masculinos
Martin Damm /  Jim Grabb vencen a  Ellis Ferreira /  Rick Leach, 6–7, 6–2, 7–6.

### Individuales femeninos
Monica Seles vence a  Arantxa Sánchez-Vicario, 6–3, 6–2.

### Dobles femeninos
Martina Hingis /  Jana Novotná vencen a  Yayuk Basuki /  Caroline Vis, 6–3, 6–4.